# M1-63
M1-63 (abréviation de Minkowski 1-63, également nommée VV 209) est une nébuleuse planétaire de la constellation de l'Écu de Sobieski. Elle a été découverte en 1946 par l'astronome germano-américain Rudolph Minkowski et elle est située à environ 9 771 pc (∼31 900 al) de la Terre. Elle est de forme bipolaire, abritant probablement une étoile binaire qui sculpte la nébuleuse sous cette forme atypique, et est surnommée « le sablier cosmique » en raison de sa forme.

## Binaire et propriétés
La nébuleuse planétaire M1-63 contient probablement une étoile binaire. On pense en effet qu'un tel système binaire est capable de créer des formes de sablier ou de papillon similaires à la structure observée dans M1-63. Le matériau de l'étoile qui se détache et est acheminé vers les pôles de la nébuleuse, avec l'aide du compagnon qui dirige la matière lui aussi, créant la structure à double lobe distinctive observée dans les nébuleuses telles que M1-63. Sa taille d'environ 0,055 pc (∼0,179 al) de diamètre indique que la nébuleuse est très jeune et qu'elle s'est formée très récemment. Elle est très riche en hydrogène et elle émet de très fortes raies d'émissions en hydrogène alpha et beta. Sa masse est estimée à 1,21 M☉. Elle émet également de fortes raies d'oxygène doublement ionisé, de soufre, d'argon, de chlore et d'azote, ce qui montre leurs présences dans la structure de la nébuleuse.
Sa structure est définie comme une nébuleuse planétaire elliptique (de type E8 ou E9) et bipolaire et elle n'est âgée que de 3 840 ans. Les étoiles en son centre ont une température effective de 115 100 K. La vitesse d'expansion des différentes couches est de 19,0 ± 5,2 km/s-1. L'étoile, ou les étoiles, qui a produit l'expulsion de ses couches extérieures expulse de la matière à un flux de 1,3 × 10−7 M☉/an-1. Les étoiles pourraient aussi être entourées d'un disque circumstellaire qui pourrait rester en place pendant plus de ~12 800 ans.
Lors de la première détection de carbone dans cet objet, son profil d'émission a été identifié comme très complexe (similaire à la nébuleuse planétaire du Papillon, aussi connue sous le nom de Minkowski 2-9). Cela pourrait être une indication de plusieurs étoiles émettrices de carbone (deux dans notre cas), ce qui signifie que cet objet pourrait avoir beaucoup de structure interne, mais une étude plus approfondie est nécessaire.